# Nekrolog 1. Quartal 2000
Nekrolog
◄◄
| ◄
| 1996
| 1997
| 1998
| 1999
| 2000 | 2001 | 2002 | 2003 | 2004 | ► | ►►
1. Quartal |
2. Quartal |
3. Quartal |
4. Quartal 2000
Weitere Ereignisse | Allgemeiner Nekrolog 2000
Die Beschreibung der verstorbenen Person sollte so kurz wie möglich gehalten sein und nur deren signifikante Tätigkeit(en) enthalten.
Neue Namen ggf. auch unter dem Geburts- und Sterbedatum, also etwa unter 1. Januar und im Geburts- und Sterbejahr (2024) eintragen (nur bei entsprechender großer Wichtigkeit). Für Beispiele siehe die schon vorhandenen Artikel.
Außerdem über die fünf zuletzt Verstorbenen, zu denen es einen ausreichend guten Artikel für eine Präsentation auf der Hauptseite gibt, nach der todesbedingten Überarbeitung der Artikel ggf. auch unter Wikipedia Diskussion:Hauptseite informieren und sie am besten auch in den anderen Wikipedia-Sprachversionen eintragen. Tipp: Regelmäßig bei news.google.de nach „ist tot“, „gestorben“ oder „verstorben“ suchen.
Wenn eine Person gestorben ist, gibt es viele Seiten zu dieser Person in der Wikipedia, die davon auch betroffen sind und entsprechend aktualisiert werden müssen. Beispiele: Namenübersichtsseite, Geburtsjahr, Geburtsort-Seiten und viele mehr.
Wie finde ich die betroffenen Seiten?
Im Suchfeld auf der linken Seite gibt man den Suchbegriff so ein: „Vorname Nachname“. Dann klickt man auf Volltext und alle Seiten mit entsprechendem Suchtext werden aufgerufen. Hier sieht man dann schnell, wo auch das Todesjahr Sinn macht oder sogar ein Teil des Artikels angepasst werden muss. Auch hilft das „Werkzeug“ auf der linken Seite sehr gut, um solche Seiten aufzufinden: „Links auf diese Seite“. Somit ist die Wikipedia wieder aktuell in allen Bereichen! Hinweis: bei Eintragung der Kategorie „Gestorben JAHR“ wird der Missbrauchsfilter 49 ausgelöst, was jedoch nicht schlimm ist. Siehe: Spezial:Missbrauchsfilter/49
Dies ist eine Liste von im ersten Quartal 2000 verstorbenen bekannten Persönlichkeiten. Die Einträge erfolgen innerhalb der einzelnen Daten alphabetisch sortiert. Tiere sind im Nekrolog für Tiere zu finden.

## Januar
| Tag        | Name                                         | Beruf, bekannt als                                                                                              | Alter | Beleg |
| ---------- | -------------------------------------------- | --- | ----- | ----- |
| 1. Januar  | Nora Anderegg                                | Schweizer Malerin und Zeichnerin                                                                                | 91    |       |
| 1. Januar  | Karl Eisenhofer                              | deutscher Torhüter                                                                                              | 65    |       |
| 1. Januar  | Arthur Lehning                               | niederländischer Anarchist                                                                                      | 100   |       |
| 1. Januar  | Gerda Paumgarten                             | österreichische Skirennläuferin                                                                                 | 92    |       |
| 1. Januar  | Friedrich Retzmann                           | deutscher Fußballschiedsrichter                                                                                 | 54    |       |
| 1. Januar  | Hilger Schallehn                             | deutscher Komponist und Arrangeur                                                                               | 63    |       |
| 1. Januar  | Victor Serebriakoff                          | britischer Vorsitzender von Mensa International                                                                 | 87    |       |
| 1. Januar  | Lisl Stich                                   | deutsche Illustratorin und Grafikerin                                                                           | 86    |       |
| 1. Januar  | Hester van Lennep                            | niederländische Widerstandskämpferin                                                                            | 83    |       |
| 1. Januar  | Si Zentner                                   | US-amerikanischer Jazz-Posaunist und Bandleader                                                                 | 82    |       |
| 2. Januar  | Nat Adderley                                 | US-amerikanischer Jazz-Kornettist und -Trompeter                                                                | 68    |       |
| 2. Januar  | María de las Mercedes de Borbón y Orléans    | spanische Adlige                                                                                                | 89    |       |
| 2. Januar  | Karl H. Bröhan                               | deutscher Kunstsammler                                                                                          | 78    |       |
| 2. Januar  | Patrick O’Brian                              | britischer Schriftsteller                                                                                       | 85    |       |
| 2. Januar  | Gerard Peijnenburg                           | niederländischer Verwaltungsbeamter                                                                             | 80    |       |
| 2. Januar  | Ullin Place                                  | britischer Philosoph und Psychologe                                                                             | 75    |       |
| 2. Januar  | Irma Rosenberg                               | deutsche Schauspielerin und deutsche Sozialdemokratin in der Tschechoslowakei und später in Österreich          | 90    |       |
| 2. Januar  | Karl Sandmeier                               | österreichischer Beamter und Politiker (ÖVP), Abgeordneter zum Nationalrat                                      | 82    |       |
| 2. Januar  | Elmo R. Zumwalt                              | US-amerikanischer Militär, Chief of Naval Operations                                                            | 79    |       |
| 3. Januar  | Gabriela Brimmer                             | mexikanische Schriftstellerin und Menschenrechtsaktivistin                                                      | 52    |       |
| 3. Januar  | Henry H. Fowler                              | US-amerikanischer Jurist und Politiker                                                                          | 91    |       |
| 3. Januar  | Steffen Mauersberger                         | deutscher Endurosportler                                                                                        | 46    |       |
| 4. Januar  | Charles Mengel Allen                         | US-amerikanischer Jurist                                                                                        | 83    |       |
| 4. Januar  | Stéphano Bistolfi                            | französischer Fußballspieler                                                                                    | 90    |       |
| 4. Januar  | Alfred Bohrmann                              | deutscher Astronom                                                                                              | 95    |       |
| 4. Januar  | Tom Fears                                    | US-amerikanischer American-Football-Spieler und -Trainer                                                        | 77    |       |
| 4. Januar  | Jenny Humbert-Droz                           | Schweizer Politikerin und Frauenrechtlerin                                                                      | 107   |       |
| 4. Januar  | Erwin Knausmüller                            | sowjetischer Schauspieler                                                                                       | 87    |       |
| 4. Januar  | Diether Krebs                                | deutscher Schauspieler und Kabarettist                                                                          | 52    |       |
| 4. Januar  | Edward H. Kruse                              | US-amerikanischer Politiker                                                                                     | 81    |       |
| 4. Januar  | Ila Loetscher                                | US-amerikanische Flugpionierin und Naturschützerin                                                              | 95    |       |
| 4. Januar  | Spyros Markezinis                            | griechischer Politiker und Ministerpräsident                                                                    | 90    |       |
| 4. Januar  | Louis Mucci                                  | US-amerikanischer Jazztrompeter                                                                                 | 90    |       |
| 4. Januar  | Omkarananda                                  | indischer Gründer und Führer des Divine Light Zentrums in Winterthur                                            | 70    |       |
| 4. Januar  | Reinhard Riegel                              | deutscher Rechtswissenschaft und Datenschutzexperte                                                             | 57    |       |
| 5. Januar  | Wilhelm Behrens                              | deutscher Pianist und Hochschullehrer                                                                           | 69    |       |
| 5. Januar  | Wera Dulowa                                  | sowjetische bzw. russische Harfenistin und Hochschullehrerin                                                    | 90    |       |
| 5. Januar  | Horst Elschner                               | deutscher Physiker und Elektrotechniker                                                                         | 60    |       |
| 5. Januar  | Gōseki Kojima                                | japanischer Manga-Zeichner                                                                                      | 71    |       |
| 5. Januar  | Wilfried Kopenhagen                          | deutscher Offizier (NVA), Journalist und Sachbuchautor                                                          | 64    |       |
| 5. Januar  | René Sim Lacaze                              | französischer Schmuckdesigner                                                                                   | 98    |       |
| 5. Januar  | Scevola Mariotti                             | italienischer Klassischer Philologe                                                                             | 79    |       |
| 5. Januar  | Tom Pedigo                                   | US-amerikanischer Szenenbildner                                                                                 | 59    |       |
| 5. Januar  | Zygmund Przemyslaw Rondomanski               | US-amerikanischer Komponist                                                                                     | 91    |       |
| 5. Januar  | Otto Schäfer                                 | deutscher Großindustrieller und Buch- und Kunstsammler                                                          | 87    |       |
| 5. Januar  | Vic Schoen                                   | US-amerikanischer Jazzmusiker, Bandleader, Arrangeur und Komponist                                              | 83    |       |
| 5. Januar  | Karl Wanger                                  | deutscher Fußballspieler                                                                                        | 69    |       |
| 5. Januar  | Bernhard Wicki                               | österreichischer Schauspieler und Filmregisseur                                                                 | 80    |       |
| 6. Januar  | Leonard F. Chapman junior                    | US-amerikanischer Militär, General und 24. Commandant des United States Marine Corps                            | 86    |       |
| 6. Januar  | Augusto Fraga                                | portugiesischer Regisseur                                                                                       | 89    |       |
| 6. Januar  | Byron L. Johnson                             | US-amerikanischer Politiker                                                                                     | 82    |       |
| 6. Januar  | Don Martin                                   | US-amerikanischer Cartoonist des MAD-Magazins                                                                   | 68    |       |
| 6. Januar  | Horst Seemann                                | deutscher Filmregisseur, Schauspieler, Drehbuchautor und Komponist                                              | 62    |       |
| 6. Januar  | Friedrich Sixtl                              | österreichischer Statistiker und Psychologe                                                                     | 64    |       |
| 6. Januar  | Anatoli Wassiljewitsch Solowjow              | russischer Theater- und Kinoschauspieler                                                                        | 77    |       |
| 6. Januar  | August Wenzel                                | deutscher Fußballfunktionär                                                                                     | 87    |       |
| 6. Januar  | Alexei Borissowitsch Wyschmanawin            | russischer Schachspieler                                                                                        | 40    |       |
| 7. Januar  | Georg Clam Martinic                          | österreichischer Autor und Denkmalpfleger                                                                       | 91    |       |
| 7. Januar  | Robert B. Crosby                             | US-amerikanischer Politiker                                                                                     | 88    |       |
| 7. Januar  | Dorian Shainin                               | US-amerikanischer Begründer der Shainin-Theorie                                                                 | 85    |       |
| 7. Januar  | Rodica Simion                                | rumänisch-US-amerikanische Mathematikerin                                                                       | 44    |       |
| 7. Januar  | Klaus Wennemann                              | deutscher Schauspieler                                                                                          | 59    |       |
| 7. Januar  | Klaus Winkler                                | deutscher Theologe und Praktischer Theologe                                                                     | 65    |       |
| 8. Januar  | Karl Adamek                                  | österreichischer Fußballspieler                                                                                 | 89    |       |
| 8. Januar  | Henry Eriksson                               | schwedischer Mittelstreckenläufer                                                                               | 79    |       |
| 8. Januar  | Heinrich Hunke                               | deutscher Politiker (NSDAP, BHE), MdR, MdL, Wirtschaftsideologe, Propagandist und Parteipolitiker der NSDAP     | 97    |       |
| 8. Januar  | Oddvar Saga                                  | norwegischer Skispringer                                                                                        | 66    |       |
| 8. Januar  | Fritz Thiedemann                             | deutscher Springreiter                                                                                          | 81    |       |
| 8. Januar  | Herbert Turnauer                             | österreichischer Industrieller                                                                                  | 92    |       |
| 9. Januar  | Sven Effert                                  | deutscher Kardiologe                                                                                            | 77    |       |
| 9. Januar  | Rolf Maedel                                  | österreichischer Komponist                                                                                      | 82    |       |
| 9. Januar  | Emma Pressmar                                | deutsche Prähistorikerin                                                                                        | 90    |       |
| 9. Januar  | Bruno Zevi                                   | italienischer Architekt, Architekturhistoriker, Autor, Hochschullehrer und Politiker, Mitglied der Camera de... | 81    |       |
| 10. Januar | Arthur Batanides                             | US-amerikanischer Schauspieler                                                                                  | 77    |       |
| 10. Januar | John Newland                                 | US-amerikanischer Filmregisseur, Schauspieler, Filmproduzent und Drehbuchautor                                  | 82    |       |
| 10. Januar | Christian Voß                                | deutscher Volleyballspieler                                                                                     | 36    |       |
| 10. Januar | Karl Wolfskeil                               | deutscher Politiker                                                                                             | 78    |       |
| 11. Januar | François Ellenberger                         | französischer Geologe und Geologie-Historiker                                                                   | 84    |       |
| 11. Januar | Bruno Furch                                  | österreichischer Widerstandskämpfer, Journalist und Maler                                                       | 86    |       |
| 11. Januar | Wilhelm Grewe                                | deutscher Diplomat und Professor des Völkerrechts                                                               | 88    |       |
| 11. Januar | Max Lackmann                                 | deutscher evangelischer Theologe und Pädagoge, Widerstandskämpfer gegen den Nationalsozialismus                 | 89    |       |
| 11. Januar | Bob Lemon                                    | US-amerikanischer Baseballspieler und -trainer                                                                  | 79    |       |
| 11. Januar | Solomon Mamaloni                             | salomonischer Politiker, Premierminister der Salomonen                                                          |       |       |
| 11. Januar | Otto Meyer                                   | deutscher Historiker                                                                                            | 93    |       |
| 11. Januar | Émile Tricon                                 | französischer Politiker, Mitglied der Nationalversammlung                                                       | 91    |       |
| 12. Januar | Marc Davis                                   | US-amerikanischer Trickfilmzeichner                                                                             | 86    |       |
| 12. Januar | V. R. Nedunchezhiyan                         | indischer Politiker                                                                                             | 79    |       |
| 13. Januar | Herbert S. Gutowsky                          | US-amerikanischer Chemiker                                                                                      | 80    |       |
| 13. Januar | Peter Henderson, Baron Henderson of Brompton | britischer Staatsbeamter, Politiker und Life Peer                                                               | 77    |       |
| 13. Januar | Antti Hyvärinen                              | finnischer Skispringer und Schanzenkonstrukteur                                                                 | 67    |       |
| 13. Januar | Arthur Henry Krawczak                        | US-amerikanischer Geistlicher, Weihbischof in Detroit                                                           | 86    |       |
| 13. Januar | John Ljunggren                               | schwedischer Leichtathlet                                                                                       | 80    |       |
| 13. Januar | Karl Herbert Schober                         | österreichischer Jurist, Beamter und Diplomat                                                                   | 83    |       |
| 13. Januar | Maruki Toshi                                 | japanische Malerin, Autorin und Pazifistin                                                                      | 87    |       |
| 13. Januar | Estrongo Nachama                             | griechischer Sänger, Oberkantor der Jüdischen Gemeinde zu Berlin                                                | 81    |       |
| 13. Januar | Alfred Nzo                                   | südafrikanischer Politiker                                                                                      | 74    |       |
| 13. Januar | Susumu Ohno                                  | japanisch-US-amerikanischer Molekularbiologe                                                                    | 71    |       |
| 13. Januar | Ömer Lütfi Ömerbaş                           | türkischer Jurist und Vizepräsident des Verfassungsgerichts (1967–1971)                                         | 85    |       |
| 13. Januar | Berndt W. Wessling                           | deutscher Journalist und Schriftsteller                                                                         | 64    |       |
| 14. Januar | Alphonse Boudard                             | französischer Schriftsteller                                                                                    | 74    |       |
| 14. Januar | Guntram Fischer                              | deutscher Jurist, Richter und Hochschullehrer                                                                   | 91    |       |
| 14. Januar | Clifford Truesdell                           | US-amerikanischer Mathematiker, Schriftsteller, Historiker der Naturwissenschaften und Mathematik und Naturp... | 80    |       |
| 15. Januar | Carolyn Eisele                               | US-amerikanische Mathematikhistorikerin                                                                         | 97    |       |
| 15. Januar | Faustino Espinoza Navarro                    | peruanischer Schauspieler, Dichter und Dramaturg                                                                | 94    |       |
| 15. Januar | Werner Jacobson                              | deutsch-britischer Mediziner                                                                                    | 94    |       |
| 15. Januar | Gustav Jung                                  | deutscher Fußballspieler                                                                                        | 54    |       |
| 15. Januar | Hans Kaufmann                                | deutscher Literaturwissenschaftler                                                                              | 73    |       |
| 15. Januar | Annie Palmen                                 | niederländische Sängerin                                                                                        | 73    |       |
| 15. Januar | Alain Poiré                                  | französischer Filmproduzent                                                                                     | 82    |       |
| 15. Januar | Željko Ražnatović                            | serbischer Paramilitär und Politiker                                                                            | 47    |       |
| 15. Januar | Manuela Riva                                 | deutsche Schauspielerin                                                                                         | 60    |       |
| 15. Januar | Hans-Joachim Torke                           | deutscher Historiker                                                                                            | 61    |       |
| 15. Januar | Hans Wolff-Grohmann                          | deutscher Designer und Architekt                                                                                | 96    |       |
| 15. Januar | Tadeusz Wroński                              | polnischer Geiger und Musikpädagoge                                                                             | 84    |       |
| 16. Januar | Wolf Ackva                                   | deutscher Schauspieler und Synchronsprecher                                                                     | 88    |       |
| 16. Januar | Gene Harris                                  | US-amerikanischer Jazzpianist                                                                                   | 66    |       |
| 16. Januar | Robert Haul                                  | deutscher Physikochemiker und Hochschullehrer                                                                   | 87    |       |
| 16. Januar | Will Jones                                   | US-amerikanischer R&B- und Doo-Wop-Sänger                                                                       | 71    |       |
| 16. Januar | Alfred Katzenstein                           | deutsch-US-amerikanischer Psychologe, Psychotherapeut sowie politisch motivierter Widerstandskämpfer in der ... | 84    |       |
| 16. Januar | Rudolf Mühlfenzl                             | deutscher Fernsehjournalist, Medienmanager und Rundfunkbeauftragter                                             | 80    |       |
| 16. Januar | Robert R. Wilson                             | US-amerikanischer Physiker                                                                                      | 85    |       |
| 17. Januar | Carl Forberg                                 | US-amerikanischer Rennfahrer                                                                                    | 88    |       |
| 17. Januar | Stephen Fuchs                                | österreichischer Anthropologe, Soziologe, Folklorist und Missionar                                              | 91    |       |
| 17. Januar | Philip Jones                                 | britischer Trompeter und Gründer des Philip Jones Brass Ensemble                                                | 71    |       |
| 17. Januar | Ralph Ambrose Kekwick                        | britischer Biophysiker                                                                                          | 91    |       |
| 17. Januar | Michael Marinov                              | sowjetisch-israelischer Physiker                                                                                | 60    |       |
| 17. Januar | Ion Rațiu                                    | rumänischer Politiker                                                                                           | 82    |       |
| 17. Januar | Peter Sorge                                  | deutscher Maler, Zeichner und Graphiker des Neuen Realismus                                                     | 62    |       |
| 17. Januar | Hüseyin Velioğlu                             | türkischer Führer und Mitbegründer der Hizbullah (Türkei)                                                       |       |       |
| 18. Januar | Wolfgang Beermann                            | deutscher Biologe                                                                                               | 78    |       |
| 18. Januar | Nancy Coleman                                | US-amerikanische Schauspielerin                                                                                 | 87    |       |
| 18. Januar | Frances Drake                                | US-amerikanische Schauspielerin                                                                                 | 87    |       |
| 18. Januar | Francis Haskell                              | britischer Kunsthistoriker                                                                                      | 71    |       |
| 18. Januar | Gésip Légitimus                              | französischer Schauspieler und Show-Produzent                                                                   | 69    |       |
| 18. Januar | Eduard Pütz                                  | deutscher Komponist und Musikpädagoge                                                                           | 88    |       |
| 18. Januar | Margarete Schütte-Lihotzky                   | erste weibliche österreichische Architektin                                                                     | 102   |       |
| 18. Januar | Tanabe Sadayoshi                             | japanischer Bibliograph                                                                                         | 111   |       |
| 18. Januar | Georg Wenzelburger (Offizier)                | deutscher Offizier und Ritterkreuzträger                                                                        | 89    |       |
| 19. Januar | Bettino Craxi                                | italienischer Politiker, Mitglied der Camera dei deputati, Ministerpräsident, MdEP                              | 65    |       |
| 19. Januar | Anselmo Fernandez                            | portugiesischer Architekt und Fußballtrainer                                                                    | 81    |       |
| 19. Januar | Richard Hamann-Mac Lean                      | deutscher Kunsthistoriker                                                                                       | 91    |       |
| 19. Januar | Frederick Herzberg                           | US-amerikanischer Psychologe                                                                                    | 76    |       |
| 19. Januar | Walter Hoyer                                 | deutscher Bauingenieur und Hochschullehrer                                                                      | 87    |       |
| 19. Januar | Hedy Lamarr                                  | österreichisch-US-amerikanische Schauspielerin und Erfinderin                                                   | 85    |       |
| 19. Januar | Alan North                                   | US-amerikanischer Schauspieler                                                                                  | 79    |       |
| 19. Januar | Antonio Hernández Palacios                   | spanischer Comiczeichner                                                                                        | 78    |       |
| 19. Januar | Édouard des Places                           | französischer Klassischer Philologe                                                                             | 99    |       |
| 19. Januar | George Ledyard Stebbins                      | US-amerikanischer Biologe und Botaniker                                                                         | 94    |       |
| 19. Januar | Gita Tost                                    | deutsche Autorin, Liedermacherin sowie feministische und lesbische Aktivistin                                   | 34    |       |
| 20. Januar | Don Abney                                    | US-amerikanischer Jazzpianist                                                                                   | 76    |       |
| 20. Januar | Eddy von Ferrari Kellerhof                   | italienischer Künstler, Maler und Graphiker (Südtirol)                                                          | 76    |       |
| 20. Januar | A. G. Fjellman                               | US-amerikanischer Bischof                                                                                       | 82    |       |
| 20. Januar | Slavko Janevski                              | mazedonischer Schriftsteller                                                                                    | 80    |       |
| 20. Januar | Isabella Danilowna Jurjewa                   | russische Schlagersängerin                                                                                      | 100   |       |
| 20. Januar | Aimé-Georges Martimort                       | französischer katholischer Priester und Liturgiewissenschaftler                                                 | 88    |       |
| 20. Januar | Don Samuelson                                | US-amerikanischer Politiker und Gouverneur des Bundesstaates Idaho (1967–1961)                                  | 86    |       |
| 21. Januar | Hermann Bauer                                | deutscher Kunsthistoriker                                                                                       | 70    |       |
| 21. Januar | Dagmar Edqvist                               | schwedische Schriftstellerin und Drehbuchautorin                                                                | 96    |       |
| 21. Januar | Seff Heil                                    | deutscher Volkstumspfleger und -kundler des historischen Egerlandes, Autor und Herausgeber                      | 70    |       |
| 21. Januar | Larry Robison                                | US-amerikanischer Mehrfachmörder                                                                                | 42    |       |
| 21. Januar | Saeb Salam                                   | libanesischer Ministerpräsident                                                                                 | 95    |       |
| 22. Januar | Willi Bars                                   | deutscher Fußballspieler                                                                                        | 83    |       |
| 22. Januar | Ernst Burgstaller                            | österreichischer Volkskundler                                                                                   | 93    |       |
| 22. Januar | Victor Cavallo                               | italienischer Schauspieler                                                                                      | 52    |       |
| 22. Januar | Craig Claiborne                              | US-amerikanischer Restaurantkritiker, Kochbuchautor und Journalist                                              | 79    |       |
| 22. Januar | Elisabeth Endres                             | deutsche Germanistin, Historikerin, Literaturkritikerin und Journalistin                                        | 65    |       |
| 22. Januar | Günter Fink                                  | deutscher bildender Künstler                                                                                    | 86    |       |
| 22. Januar | Theodore H. von Laue                         | US-amerikanischer Historiker                                                                                    | 83    |       |
| 22. Januar | Harada Masao                                 | japanischer Leichtathlet                                                                                        | 87    |       |
| 22. Januar | Harry Spiegel                                | österreichisches Mitglied der Internationalen Brigaden und der Résistance                                       | 89    |       |
| 22. Januar | Xavier Turull i Creixell                     | katalanischer Violinist, Komponist und Musikpädagoge                                                            | 77    |       |
| 22. Januar | Gunda Werner                                 | deutsche Philosophin, Vordenkerinnen der Geschlechterdemokratie                                                 | 48    |       |
| 23. Januar | Ranie Burnette                               | US-amerikanischer Bluesmusiker                                                                                  | 86    |       |
| 23. Januar | Kaspar Fischer                               | Schweizer Schauspieler, Kabarettist, Schriftsteller und Zeichner                                                | 61    |       |
| 23. Januar | Herbert Holzing                              | deutscher Buchillustrator                                                                                       | 68    |       |
| 23. Januar | Winfried Kralik                              | österreichischer Jurist                                                                                         | 78    |       |
| 23. Januar | Marat Ospanow                                | kasachischer Politiker                                                                                          | 50    |       |
| 23. Januar | Ladislaus Szücs                              | deutsch-ungarisch-rumänischer Überlebender des Holocaust, Arzt und Zeichner                                     | 91    |       |
| 24. Januar | Jeffrey Boam                                 | US-amerikanischer Drehbuchautor                                                                                 | 53    |       |
| 24. Januar | Theodor Brinek junior                        | österreichischer Fußballspieler                                                                                 | 78    |       |
| 24. Januar | Carl Curtis                                  | US-amerikanischer Politiker (Republikanische Partei)                                                            | 94    |       |
| 24. Januar | Hildegard Doebner                            | deutsche Folkmusik-Managerin, Veranstalterin, Gründerin und Betreiberin des Folkclub Witten                     | 71    |       |
| 24. Januar | Bernd-Dieter Hüge                            | deutscher Schriftsteller                                                                                        | 55    |       |
| 24. Januar | Helge Larsen                                 | dänischer Politiker, Folketingmitglied und Bildungsminister                                                     | 84    |       |
| 24. Januar | Tatjana Petrenko-Samusenko                   | sowjetische Florettfechterin und Olympiasiegerin                                                                | 61    |       |
| 24. Januar | Max-Gotthard Schulz                          | deutscher Geologe und Paläontologe                                                                              | 59    |       |
| 24. Januar | Reynolds Shultz                              | US-amerikanischer Politiker                                                                                     | 78    |       |
| 25. Januar | Dale Alford                                  | US-amerikanischer Politiker                                                                                     | 83    |       |
| 25. Januar | Clov                                         | humoristischer Zeichner                                                                                         | 55    |       |
| 25. Januar | Oswald Duch                                  | deutscher Marineoffizier                                                                                        | 81    |       |
| 25. Januar | Herta Freitag                                | österreichisch-US-amerikanische Mathematikerin                                                                  | 91    |       |
| 25. Januar | Lin Halliday                                 | US-amerikanischer Jazzmusiker                                                                                   | 63    |       |
| 25. Januar | Jacqueline Heurtault                         | französische Arachnologin                                                                                       | 63    |       |
| 25. Januar | Miguel A. Klappenbach                        | uruguayischer Malakologe, Herpetologe, Naturhistoriker und Museumsleiter                                        | 79    |       |
| 25. Januar | Simeon Pironkow                              | bulgarischer Komponist                                                                                          | 72    |       |
| 25. Januar | Georg Timber-Trattnig                        | österreichischer Autor, Grafiker, Musiker, bildender und multimedialer Künstler                                 | 33    |       |
| 25. Januar | Pavao Žanić                                  | kroatischer Geistlicher, Bischof von Mostar-Duvno                                                               | 81    |       |
| 26. Januar | Don Budge                                    | US-amerikanischer Tennisspieler                                                                                 | 84    |       |
| 26. Januar | Karl Rudolf Chowanetz                        | deutscher Journalist und Verleger in der DDR                                                                    | 67    |       |
| 26. Januar | Liane Hielscher                              | deutsche Schauspielerin                                                                                         | 64    |       |
| 26. Januar | Jean-Claude Izzo                             | französischer Schriftsteller und Journalist                                                                     | 54    |       |
| 26. Januar | Johanne Lohmann                              | deutsche Politikerin (FDP), MdBB                                                                                | 97    |       |
| 26. Januar | Gérard Pochonet                              | französischer Jazzmusiker                                                                                       | 75    |       |
| 26. Januar | Alfred Elton van Vogt                        | kanadischer Science-Fiction-Autor                                                                               | 87    |       |
| 27. Januar | Mae Faggs                                    | US-amerikanische Leichtathletin und Olympiasiegerin                                                             | 67    |       |
| 27. Januar | Friedrich Gulda                              | österreichischer Pianist und Komponist                                                                          | 69    |       |
| 27. Januar | Michel Lejeune                               | französischer Gräzist und Linguist (Phonologe)                                                                  | 92    |       |
| 27. Januar | Ōhara Tomie                                  | japanische Schriftstellerin                                                                                     | 87    |       |
| 27. Januar | Jerzy Potz                                   | polnischer Eishockeyspieler und -trainer                                                                        | 46    |       |
| 27. Januar | Hugo Rupf                                    | deutscher Manager                                                                                               | 91    |       |
| 27. Januar | Abner W. Sibal                               | US-amerikanischer Politiker                                                                                     | 78    |       |
| 28. Januar | William Conrad Abhau                         | US-amerikanischer Militär                                                                                       | 87    |       |
| 28. Januar | Fritz Diederichs                             | deutscher Radrennfahrer                                                                                         | 86    |       |
| 28. Januar | Bertel Lauring                               | dänischer Schauspieler                                                                                          | 72    |       |
| 28. Januar | Walter Pache                                 | deutscher Anglist, Kanadist und Hochschullehrer                                                                 |       |       |
| 28. Januar | Anton Siebenhaar                             | deutscher Ruderer                                                                                               | 76    |       |
| 28. Januar | Erwin Wilkens                                | deutscher evangelischer Theologe                                                                                | 85    |       |
| 28. Januar | Hans Winkler                                 | deutscher Maler                                                                                                 | 80    |       |
| 28. Januar | Martin L. Yonts                              | US-amerikanischer Bischof                                                                                       | 73    |       |
| 29. Januar | Thomas Bowles                                | US-amerikanischer Session-Saxophonist und -Flötist für Motown                                                   | 73    |       |
| 29. Januar | Heinz Flotho                                 | deutscher Fußballtorhüter                                                                                       | 84    |       |
| 29. Januar | Devendra Murdeshwar                          | indischer Bansurispieler und Musikpädagoge                                                                      | 76    |       |
| 29. Januar | Hans-Peter Rullmann                          | deutscher Journalist                                                                                            | 65    |       |
| 29. Januar | Hannes Schmidhauser                          | Schweizer Filmschauspieler, Drehbuchautor und Regisseur                                                         | 73    |       |
| 30. Januar | Tatiana Ahlers-Hestermann                    | deutsche Textil-, Mosaik- und Glaskünstlerin                                                                    | 80    |       |
| 30. Januar | Martin Aldridge                              | englischer Fußballspieler                                                                                       | 25    |       |
| 30. Januar | Isidore Dollinger                            | US-amerikanischer Jurist und Politiker                                                                          | 96    |       |
| 30. Januar | Sigvard Eklund                               | schwedischer Atomenergiewissenschaftler, zweiter Generaldirektor der Internationalen Atomenergie-Organisatio... | 88    |       |
| 30. Januar | Angelo Innocent Fernandes                    | indischer Geistlicher                                                                                           | 86    |       |
| 30. Januar | Jimmy Haggett                                | US-amerikanischer Country- und Rockabilly-Musiker                                                               | 71    |       |
| 30. Januar | Karl-Friedrich Höcker                        | deutscher SS-Obersturmführer                                                                                    | 88    |       |
| 30. Januar | Aenne Kundermann                             | deutsche Politikerin (KPD/SED) und Diplomatin                                                                   | 92    |       |
| 31. Januar | Martin Benrath                               | deutscher Schauspieler                                                                                          | 73    |       |
| 31. Januar | Georg Busch                                  | Schweizer Physiker                                                                                              | 91    |       |
| 31. Januar | Giuseppe Ferraioli                           | italienischer Geistlicher, römisch-katholischer Erzbischof und vatikanischer Diplomat                           | 70    |       |
| 31. Januar | Gil Kane                                     | US-amerikanischer Comiczeichner                                                                                 | 73    |       |
| 31. Januar | Herbert Marwitz                              | deutscher Klassischer Archäologe                                                                                | 84    |       |
| 31. Januar | Ross Russell                                 | US-amerikanischer Jazzproduzent und Jazzautor                                                                   | 90    |       |
| 31. Januar | Mohammad Jafar Salmasi                       | iranischer Gewichtheber                                                                                         | 81    |       |
| Januar     | Sengiin Erdene                               | mongolischer Schriftsteller                                                                                     | 70    |       |
| Januar     | Arthur Nash                                  | kanadischer Eishockeytorwart                                                                                    | 85    |       |
| Januar     | Maleen Pacha                                 | deutsche Filmarchitektin und Kostümbildnerin                                                                    | 76    |       |
| Januar     | Gerhard Ritzel                               | deutscher Diplomat                                                                                              | 76    |       |

## Februar
| Tag         | Name                                    | Beruf, bekannt als                                                                                              | Alter | Beleg |
| ----------- | --------------------------------------- | --- | ----- | ----- |
| 1. Februar  | Erich Gerlach                           | deutscher Maler                                                                                                 | 90    |       |
| 1. Februar  | Wilhelm Kümpel                          | deutscher Domorganist und Kirchenmusikdirektor                                                                  | 79    |       |
| 1. Februar  | Elisabeth Labrousse                     | französische Religionsgeschichtlerin und Philosophin                                                            | 86    |       |
| 1. Februar  | Jean-François Malle                     | französischer Automobilrennfahrer und Bankier                                                                   | 73    |       |
| 1. Februar  | Henry Mann                              | US-amerikanischer Mathematiker und Hochschullehrer                                                              | 94    |       |
| 1. Februar  | James V. Neel                           | US-amerikanischer Genetiker                                                                                     | 84    |       |
| 1. Februar  | Dick Rathmann                           | US-amerikanischer Rennfahrer                                                                                    | 76    |       |
| 1. Februar  | Werner Schockemöhle                     | deutscher Unternehmer und Pferdezüchter                                                                         | 60    |       |
| 1. Februar  | Hans Wagner                             | deutscher Philosoph                                                                                             | 83    |       |
| 1. Februar  | Karl Wittrock                           | deutscher Jurist und Politiker (SPD), MdB, Präsident des Bundesrechnungshofes (1978–1985)                       | 82    |       |
| 2. Februar  | Giuseppe Billanovich                    | italienischer Romanist, Italianist, Latinist und Mediävist                                                      | 86    |       |
| 2. Februar  | William M. Brashear                     | deutsch-US-amerikanischer Papyrologe                                                                            | 53    |       |
| 2. Februar  | Eva Kinsky                              | österreichische Schauspielerin und Synchronsprecherin                                                           | 54    |       |
| 2. Februar  | Ekhard Koch                             | deutscher Jurist, Verwaltungsbeamter und Politiker                                                              | 97    |       |
| 2. Februar  | Heinz Schellerer                        | deutscher Jazzmusiker                                                                                           | 65    |       |
| 2. Februar  | Hans Schwieger                          | deutsch-US-amerikanischer Dirigent                                                                              | 93    |       |
| 2. Februar  | Teruki Miyamoto                         | japanischer Fußballspieler                                                                                      | 59    |       |
| 3. Februar  | Alla Rakha                              | indischer Musiker (Tabla)                                                                                       | 80    |       |
| 3. Februar  | Martin-Léonard Bakole wa Ilunga         | kongolesischer Geistlicher                                                                                      | 79    |       |
| 3. Februar  | Richard G. Kleindienst                  | US-amerikanischer Politiker                                                                                     | 76    |       |
| 3. Februar  | Rino Montanari                          | italienischer Radsportler                                                                                       | 54    |       |
| 3. Februar  | Pierre Plantard                         | französischer Verschwörungstheoretiker, Hauptfigur, mit der man die Geschichte der Prieuré de Sion in Zusamm... | 79    |       |
| 3. Februar  | Elisabeth Thalmann                      | Schweizer Malerin und Collagistin                                                                               | 81    |       |
| 3. Februar  | Josef Wolfgang Ziegler                  | österreichischer Komponist und Chorleiter                                                                       | 93    |       |
| 4. Februar  | Carl Albert                             | US-amerikanischer Politiker                                                                                     | 91    |       |
| 4. Februar  | Lothar Alisch                           | deutscher Politiker (Bündnis 90/Die Grünen)                                                                     | 48    |       |
| 4. Februar  | Joachim-Ernst Berendt                   | deutscher Musikjournalist und -kritiker, Festivalgründer und -leiter, Jazz-Musikproduzent                       | 77    |       |
| 4. Februar  | James C. Green                          | US-amerikanischer Politiker                                                                                     | 78    |       |
| 4. Februar  | Henry Jaeger                            | deutscher Schriftsteller                                                                                        | 72    |       |
| 4. Februar  | Peter Rajniak                           | tschechoslowakischer Basketballspieler                                                                          | 46    |       |
| 4. Februar  | Ronald Robertson                        | US-amerikanischer Eiskunstläufer                                                                                | 62    |       |
| 4. Februar  | Hans Heinrich Schmitz                   | deutscher Schachkomponist und Opernkapellmeister                                                                | 83    |       |
| 4. Februar  | Roy Stephenson                          | englischer Fußballspieler                                                                                       | 67    |       |
| 5. Februar  | Claude Autant-Lara                      | französischer Filmregisseur, Kostümbildner und Politiker, MdEP                                                  | 98    |       |
| 5. Februar  | Johanna Bayer                           | österreichische Politikerin (ÖVP), Abgeordnete zum Nationalrat, Mitglied des Bundesrates                        | 85    |       |
| 5. Februar  | Geoffrey de Ste Croix                   | britischer Althistoriker                                                                                        | 89    |       |
| 5. Februar  | Todd Karns                              | US-amerikanischer Schauspieler                                                                                  | 79    |       |
| 5. Februar  | Friedrich Kind                          | deutscher Politiker (CDU der DDR), MdV, Mitglied des Staatsrates der DDR                                        | 71    |       |
| 5. Februar  | George Koltanowski                      | belgisch-US-amerikanischer Schachspieler                                                                        | 96    |       |
| 5. Februar  | Barbara Pentland                        | kanadische Komponistin                                                                                          | 88    |       |
| 5. Februar  | Göran Tunström                          | schwedischer Schriftsteller                                                                                     | 62    |       |
| 5. Februar  | Karl-Heinz Werner                       | deutscher Jurist, Verbandsdirektor und Senator (Bayern)                                                         | 88    |       |
| 6. Februar  | Derroll Adams                           | US-amerikanischer Folksänger                                                                                    | 74    |       |
| 6. Februar  | Charlotte Bombal                        | deutsche Gewerkschafterin (FDGB)                                                                                | 64    |       |
| 6. Februar  | Lola Chlud                              | deutsche Schauspielerin                                                                                         | 94    |       |
| 6. Februar  | Gus Johnson                             | US-amerikanischer Schlagzeuger                                                                                  | 86    |       |
| 6. Februar  | Josef Keller                            | kath. Theologe, Historiker, Linguist, Heimatforscher                                                            | 89    |       |
| 6. Februar  | Horst Kliche                            | deutscher Politiker                                                                                             | 61    |       |
| 6. Februar  | Klaus Wagner                            | deutscher Mathematiker und Hochschullehrer                                                                      | 89    |       |
| 6. Februar  | Phil Walters                            | US-amerikanischer Automobilrennfahrer                                                                           | 83    |       |
| 6. Februar  | Hildegard Behr                          | deutsche Schriftstellerin, Genealogin und Heimatforscherin                                                      | 94    |       |
| 7. Februar  | Manfred Bierganz                        | deutscher Gymnasiallehrer, Kommunalpolitiker und Historiker                                                     | 57    |       |
| 7. Februar  | Big Pun                                 | US-amerikanischer Rapper                                                                                        | 28    |       |
| 7. Februar  | Charles Colin                           | US-amerikanischer Jazzmusiker, Autor und Musikpädagoge                                                          | 86    |       |
| 7. Februar  | Doug Henning                            | kanadischer Zauberkünstler und Großillusionist                                                                  | 52    |       |
| 7. Februar  | Ottilie Liebl                           | österreichische Politikerin (ÖVP), Landtagsabgeordneter, Mitglied des Bundesrates                               | 78    |       |
| 7. Februar  | Elvira Osirnig                          | Schweizer Skirennläuferin                                                                                       | 91    |       |
| 7. Februar  | Rosalinde von Ossietzky-Palm            | deutsche Pazifistin und Tochter von Carl von Ossietzky                                                          | 80    |       |
| 7. Februar  | Dave Peverett                           | britischer Blues- und Hard-Rock-Musiker                                                                         | 56    |       |
| 7. Februar  | Wilfred Cantwell Smith                  | kanadischer Religions- und Islamwissenschaftler                                                                 | 83    |       |
| 7. Februar  | Karl Theodor Uhrig                      | deutscher Politiker (CDU), MdL                                                                                  | 76    |       |
| 7. Februar  | Mildred Wiley                           | US-amerikanische Hochspringerin                                                                                 | 98    |       |
| 7. Februar  | Hans-Jürgen Zobel                       | deutscher Theologe, Hochschullehrer und Politiker (CDU), MdL                                                    | 71    |       |
| 8. Februar  | Sid Abel                                | kanadischer Eishockeyspieler und -trainer                                                                       | 81    |       |
| 8. Februar  | Tom Foxe                                | irischer Politiker                                                                                              | 62    |       |
| 8. Februar  | Sidney Hayers                           | schottischer Filmregisseur, Filmeditor, Filmproduzent und Drehbuchautor                                         | 78    |       |
| 8. Februar  | Ion Gheorghe Maurer                     | rumänischer Politiker                                                                                           | 97    |       |
| 8. Februar  | Angelika Mechtel                        | deutsche Schriftstellerin                                                                                       | 56    |       |
| 8. Februar  | Felicitas Ritsch                        | deutsche Schauspielerin                                                                                         | 73    |       |
| 8. Februar  | Elwin Schlebrowski                      | deutscher Fußballspieler                                                                                        | 74    |       |
| 8. Februar  | Lilith Ungerer                          | deutsche Schauspielerin                                                                                         | 55    |       |
| 9. Februar  | Jewgeni Nikolajewitsch Andrejew         | russischer Testpilot und Fallschirmspringer                                                                     | 73    |       |
| 9. Februar  | Beau Jack                               | US-amerikanischer Boxer                                                                                         | 78    |       |
| 09. Februar | Lenore Kight                            | US-amerikanische Schwimmerin                                                                                    | 88    |       |
| 9. Februar  | Gerhard Löwenstein                      | deutscher Arzt und Standespolitiker                                                                             | 84    |       |
| 9. Februar  | Maria Lúcia Vassalo Namorado            | portugiesische Schriftstellerin, Dichterin, Journalistin, Aktivistin und Herausgeberin                          | 90    |       |
| 9. Februar  | Hans Platschek                          | deutscher Maler und Publizist                                                                                   | 76    |       |
| 9. Februar  | Klaus Roehler                           | deutscher Autor und Lektor                                                                                      | 70    |       |
| 9. Februar  | Shobhana Samarth                        | indische Schauspielerin des Hindi-Films                                                                         | 83    |       |
| 9. Februar  | Franz Sterzl                            | österreichischer Zehnkämpfer                                                                                    | 92    |       |
| 10. Februar | Elvira Gascón Vera                      | spanische Künstlerin                                                                                            | 88    |       |
| 10. Februar | Peter Hummrich                          | deutscher Journalist, Schriftsteller und Politiker (SPD)                                                        | 70    |       |
| 10. Februar | Ji Pengfei                              | chinesischer Politiker, Außenminister                                                                           | 90    |       |
| 10. Februar | Bernhard Markwitz                       | deutscher Kaufmann und Erfinder                                                                                 | 79    |       |
| 10. Februar | Ronald Roseman                          | US-amerikanischer Oboist, Musikpädagoge und Komponist                                                           | 66    |       |
| 10. Februar | Jim Varney                              | US-amerikanischer Schauspieler                                                                                  | 50    |       |
| 11. Februar | Jacqueline Auriol                       | französische Pilotin, durchbrach als erste Frau die Schallmauer, „Schnellste Frau der Welt“                     | 82    |       |
| 11. Februar | Gordon Lockhart Bennett                 | kanadischer Politiker, Vizegouverneur von Prince Edward Island                                                  | 87    |       |
| 11. Februar | Bernardo Capó                           | spanischer Radrennfahrer                                                                                        | 80    |       |
| 11. Februar | Slim Dortch                             | US-amerikanischer Country- und Rockabilly-Musiker                                                               | 78    |       |
| 11. Februar | Otto Eitel                              | deutscher Leichtathlet                                                                                          | 90    |       |
| 11. Februar | Lord Kitchener                          | trinidadischer Komponist und Sänger in den Genres Calypso und Soca                                              | 77    |       |
| 11. Februar | Dina Mangabeira                         | brasilianische Dichterin                                                                                        | 76    |       |
| 11. Februar | Martin T. Orne                          | österreichisch-US-amerikanischer Psychologe und Hypnotherapeut                                                  | 72    |       |
| 11. Februar | Dieter Pavlik                           | deutscher Politiker (SPD), MdA                                                                                  | 64    |       |
| 11. Februar | Berry Peritz                            | Schweizer Jazzmusiker (Schlagzeug, Bandleader)                                                                  | 88    |       |
| 11. Februar | Jindřich Praveček                       | tschechischer Dirigent und Komponist                                                                            | 90    |       |
| 11. Februar | Roger Vadim                             | französischer Filmregisseur                                                                                     | 72    |       |
| 11. Februar | Bernardino Zapponi                      | italienischer Schriftsteller und Drehbuchautor                                                                  | 72    |       |
| 12. Februar | Newt Arnold                             | US-amerikanischer Regisseur, Filmproduzent und Filmautor                                                        | 77    |       |
| 12. Februar | Screamin’ Jay Hawkins                   | US-amerikanischer Blues-Sänger                                                                                  | 70    |       |
| 12. Februar | Harry C. Jackson                        | US-amerikanischer Politiker                                                                                     | 84    |       |
| 12. Februar | Tom Landry                              | US-amerikanischer American Football Trainer und -Spieler, Pilot                                                 | 75    |       |
| 12. Februar | Walter Lingg senior                     | österreichischer Hotelier und Politiker (ÖVP), Landtagsabgeordneter zum Vorarlberger Landtag                    | 74    |       |
| 12. Februar | Rudolf Luster                           | deutscher Jurist und Politiker (CDU), MdA, MdB, MdEP                                                            | 79    |       |
| 12. Februar | August Meuleman                         | belgischer Radrennfahrer und Schrittmacher                                                                      | 93    |       |
| 12. Februar | Oliver                                  | US-amerikanischer Popsänger                                                                                     | 54    |       |
| 12. Februar | Alfons Schmidt                          | deutscher Pädagoge, Restaurator, Präparator und Abformkünstler                                                  | 95    |       |
| 12. Februar | Charles M. Schulz                       | US-amerikanischer Comiczeichner, Erfinder der Comicserie „Die Peanuts“                                          | 77    |       |
| 12. Februar | Charles Thaon                           | französischer Eisschnellläufer und Sportfunktionär                                                              | 89    |       |
| 12. Februar | Juan Carlos Thorry                      | argentinischer Schauspieler und Regisseur, Tangosänger, -dichter und -komponist                                 | 91    |       |
| 12. Februar | Rudolf Zöhrer                           | österreichischer Fußballspieler                                                                                 | 88    |       |
| 13. Februar | Rüdiger Altmann                         | deutscher Publizist und politischer Schriftsteller                                                              | 77    |       |
| 13. Februar | Rudolf Asmus                            | tschechischer Opernsänger und Schauspieler                                                                      | 78    |       |
| 13. Februar | Klaus Berger                            | deutscher Kunsthistoriker                                                                                       | 98    |       |
| 13. Februar | Tee Carson                              | US-amerikanischer Jazzmusiker                                                                                   | 70    |       |
| 13. Februar | James Cooke Brown                       | US-amerikanischer Soziologe und Science-Fiction-Autor                                                           | 78    |       |
| 13. Februar | Hans-Georg Jaedicke                     | deutscher Mediziner                                                                                             | 88    |       |
| 13. Februar | Georges Lubin                           | französischer Schriftsteller, Privatgelehrter, Romanist und Literarhistoriker                                   | 96    |       |
| 13. Februar | Hans Steininger                         | österreichischer Maler                                                                                          | 61    |       |
| 14. Februar | Erika Dunkelmann                        | deutsche Theater- und Filmschauspielerin                                                                        | 86    |       |
| 14. Februar | Paul Magar                              | deutscher Maler                                                                                                 | 90    |       |
| 14. Februar | Antun Nalis                             | jugoslawischer Schauspieler                                                                                     | 89    |       |
| 14. Februar | Walter Henry Zinn                       | kanadisch-US-amerikanischer Kernphysiker                                                                        | 93    |       |
| 15. Februar | Raimund Bauer                           | österreichischer Heimatforscher                                                                                 | 86    |       |
| 15. Februar | Hans Benecke                            | deutscher Buchhändler und Antiquar                                                                              | 89    |       |
| 15. Februar | Ray Knepper                             | US-amerikanischer Rennfahrer                                                                                    | 79    |       |
| 15. Februar | René Lafforgue                          | französischer Skirennläufer                                                                                     | 84    |       |
| 15. Februar | Angus MacLean                           | kanadischer Politiker                                                                                           | 85    |       |
| 15. Februar | Arnold Reitsakas                        | estnischer Informatiker                                                                                         | 66    |       |
| 16. Februar | Michel Abalan                           | französischer Offizier und Kolonialbeamter                                                                      | 79    |       |
| 16. Februar | Veronica Balfe                          | US-amerikanische Schauspielerin                                                                                 | 86    |       |
| 16. Februar | Carlos Chagas Filho                     | brasilianischer Biophysiker                                                                                     | 89    |       |
| 16. Februar | Hugo Haß                                | deutscher Generalmajor der Bundeswehr                                                                           | 87    |       |
| 16. Februar | Lilja Kedrowa                           | russische Schauspielerin                                                                                        | 90    |       |
| 16. Februar | Otto Koppenhöfer                        | deutscher Leichtathlet                                                                                          | 71    |       |
| 16. Februar | Erwin Melichar                          | österreichischer Jurist und Präsident des Verfassungsgerichtshofs der Republik Österreich                       | 86    |       |
| 16. Februar | Louis-Georges Niels                     | belgischer Bobsportler                                                                                          | 80    |       |
| 16. Februar | Karsten Solheim                         | US-amerikanischer Ingenieur und Unternehmer                                                                     | 88    |       |
| 16. Februar | Georges Thormann                        | Schweizer Architekt, Frontist und Präsident der Burgergemeinde Bern                                             | 87    |       |
| 17. Februar | Hans Borgelt                            | deutscher Journalist und Autor                                                                                  | 85    |       |
| 17. Februar | Selina Chönz                            | Schweizer Autorin                                                                                               | 89    |       |
| 17. Februar | Aldo Drosina                            | kroatischer Fußballspieler und -trainer                                                                         | 68    |       |
| 17. Februar | Helmut Hähnel                           | deutscher Stenograf                                                                                             | 87    |       |
| 17. Februar | Georg Schlößer                          | deutscher Politiker (CDU) und Oberbürgermeister                                                                 | 77    |       |
| 17. Februar | Miles White                             | US-amerikanischer Kostümbildner                                                                                 | 85    |       |
| 18. Februar | Douglas Fletcher                        | jamaikanischer Rechtsanwalt, Politiker und Diplomat                                                             |       |       |
| 18. Februar | Amanda Ledesma                          | argentinische Tangosängerin, Film- und Theaterschauspielerin                                                    | 88    |       |
| 18. Februar | Willy Maltaite                          | belgischer Comiczeichner                                                                                        | 72    |       |
| 18. Februar | Nader Naderpour                         | iranischer Schriftsteller und Lyriker                                                                           | 70    |       |
| 18. Februar | Joachim Rake                            | deutscher Schauspieler und Sprecher                                                                             | 87    |       |
| 19. Februar | Walter Bortel                           | österreichischer Radrennfahrer                                                                                  | 73    |       |
| 19. Februar | Klaus Dill                              | deutscher Maler                                                                                                 | 77    |       |
| 19. Februar | Cornelia Giese                          | deutsche Jazzsängerin und Komponistin                                                                           | 41    |       |
| 19. Februar | Marin Goleminow                         | bulgarischer Komponist                                                                                          | 91    |       |
| 19. Februar | Friedensreich Hundertwasser             | österreichischer Künstler                                                                                       | 71    |       |
| 19. Februar | Günter Nöfer                            | deutscher Politiker (CDU), MdL                                                                                  | 71    |       |
| 19. Februar | Sepp Riff                               | österreichischer Kameramann                                                                                     | 72    |       |
| 19. Februar | Franz Thiemann                          | deutscher Unternehmer und Pionier der Reformkostidee, Verbandsfunktionär und IHK-Präsident                      | 94    |       |
| 19. Februar | Ellen Umlauf                            | österreichische Schauspielerin                                                                                  | 74    |       |
| 19. Februar | Paul Verschuren                         | niederländischer Geistlicher, Bischof von Helsinki                                                              | 74    |       |
| 20. Februar | Elliot Caplin                           | US-amerikanischer Comicautor                                                                                    | 86    |       |
| 20. Februar | Helmut Damerau                          | deutscher Publizist und Verleger                                                                                | 93    |       |
| 20. Februar | Jean Dotto                              | französischer Radrennfahrer                                                                                     | 71    |       |
| 20. Februar | Karl Heinz Kenn                         | deutscher Politiker (SPD), MdL                                                                                  | 73    |       |
| 20. Februar | Oswald Lange                            | deutsch-US-amerikanischer Luft- und Raumfahrtingenieur                                                          | 87    |       |
| 20. Februar | Otello Martelli                         | italienischer Kameramann                                                                                        | 97    |       |
| 20. Februar | Peter Maßmann                           | deutscher Theaterschauspieler, -regisseur und -intendant                                                        | 84    |       |
| 20. Februar | George Siravo                           | US-amerikanischer Jazzmusiker, Arrangeur und Bandleader                                                         | 83    |       |
| 20. Februar | Anatoli Alexandrowitsch Sobtschak       | russischer Politiker                                                                                            | 62    |       |
| 21. Februar | Noel Annan, Baron Annan                 | britischer Autor, Universitätspräsident und Politiker                                                           | 83    |       |
| 21. Februar | Violet Archer                           | kanadische Komponistin                                                                                          | 86    |       |
| 21. Februar | Constance Cummings-John                 | sierra-leonische Frauenrechtlerin, Politikerin und Lehrerin                                                     | 82    |       |
| 21. Februar | Antonio Díaz-Miguel                     | spanischer Basketballspieler und -trainer                                                                       | 66    |       |
| 21. Februar | Erwin Lauerbach                         | deutscher Lehrer und Politiker (CSU), MdL und Staatssekretär                                                    | 74    |       |
| 22. Februar | Hubert Aratym                           | österreichischer Maler                                                                                          | 74    |       |
| 22. Februar | Antonio Arguedas Mendieta               | bolivianischer Politiker                                                                                        | 71    |       |
| 22. Februar | Horst Bodenstein                        | deutscher Leichtathlet                                                                                          | 72    |       |
| 22. Februar | Dieter Borkowski                        | deutscher Schriftsteller, Journalist und Historiker                                                             | 71    |       |
| 22. Februar | Thomas Burth                            | deutscher Mundart-Autor                                                                                         | 66    |       |
| 22. Februar | Olga Jensch-Jordan                      | deutsche Sportlerin und Trainerin                                                                               | 86    |       |
| 22. Februar | Alexandre Marc                          | französischer Schriftsteller                                                                                    |       |       |
| 22. Februar | Louis Mennini                           | US-amerikanischer Komponist und Musikpädagoge                                                                   | 79    |       |
| 22. Februar | Maurine Brown Neuberger                 | US-amerikanische Politikerin                                                                                    | 93    |       |
| 23. Februar | Otto Dudzus                             | evangelischer Pfarrer, Herausgeber und Autor                                                                    | 78    |       |
| 23. Februar | Albrecht Goes                           | deutscher Schriftsteller und protestantischer Theologe                                                          | 91    |       |
| 23. Februar | Robert Grootendorst                     | niederländischer Argumentationstheoretiker                                                                      | 56    |       |
| 23. Februar | Ofra Haza                               | israelische Sängerin                                                                                            | 42    |       |
| 23. Februar | Heinrich Küpper                         | österreichischer Geologe                                                                                        | 96    |       |
| 23. Februar | Franz Kummer                            | österreichischer Politiker (ÖVP) und Landwirt                                                                   | 89    |       |
| 23. Februar | Stanley Matthews                        | englischer Fußballspieler                                                                                       | 85    |       |
| 23. Februar | John Nevill, 5. Marquess of Abergavenny | britischer Peer und Politiker (Conservative Party)                                                              | 85    |       |
| 23. Februar | Raphaël Pujazon                         | französischer Leichtathlet                                                                                      | 82    |       |
| 23. Februar | Kurt Reinke                             | deutscher Yachtkonstrukteur und Sachbuchautor                                                                   | 66    |       |
| 23. Februar | Mink van Rijsdijk                       | niederländische Publizistin, Feministin und Aktivistin in der Widerstandsbewegung                               | 77    |       |
| 24. Februar | Franz Ferring                           | deutscher Botschafter                                                                                           | 89    |       |
| 24. Februar | Guillermo Álvaro Ortiz Carrillo         | kolumbianischer römisch-katholischer Geistlicher, Bischof von Garagoa                                           | 75    |       |
| 24. Februar | Boris Michailowitsch Saizew             | russischer Eishockeyspieler                                                                                     | 62    |       |
| 25. Februar | Auguste Lechner                         | österreichische Schriftstellerin und Jugendbuchautorin                                                          | 95    |       |
| 25. Februar | Warren Magee                            | US-amerikanischer Anwalt                                                                                        | 91    |       |
| 25. Februar | Thomas McEllistrim junior               | irischer Politiker                                                                                              | 74    |       |
| 25. Februar | Curt-Heinz Merkel                       | deutscher Politiker (SED), Minister für Handel und Versorgung der DDR                                           | 80    |       |
| 25. Februar | Sishayi Nxumalo                         | swasiländischer Politiker, Premierminister von Swasiland                                                        |       |       |
| 26. Februar | Franz Fuchs                             | österreichischer Briefbombenattentäter                                                                          | 50    |       |
| 26. Februar | Andrzej Hiolski                         | polnischer Sänger                                                                                               | 78    |       |
| 26. Februar | Werner Kuhnt                            | deutscher Politiker (NSDAP, NPD), MdR, MdL                                                                      | 88    |       |
| 26. Februar | René Pomeau                             | französischer Literaturhistoriker                                                                               | 83    |       |
| 26. Februar | Giovanna von Savoyen                    | italienische Prinzessin, bulgarische Zarin                                                                      | 92    |       |
| 27. Februar | Ruth Albu                               | deutsch-US-amerikanische Film- und Theaterschauspielerin                                                        | 91    |       |
| 27. Februar | George Duning                           | US-amerikanischer Filmkomponist                                                                                 | 92    |       |
| 27. Februar | James Stanley Hey                       | britischer Radioastronom                                                                                        | 90    |       |
| 27. Februar | Jón Dan Jónsson                         | isländischer Schriftsteller                                                                                     | 84    |       |
| 27. Februar | René Meylan                             | Schweizer Politiker (SP)                                                                                        | 70    |       |
| 27. Februar | Willy Hans Rösch                        | Schweizer Kurator, Kunstsammler und Leiter eines Künstlerhauses                                                 | 75    |       |
| 27. Februar | Jurij A. Treguboff                      | russischer und deutscher Schriftsteller, Widerstandskämpfer                                                     | 86    |       |
| 28. Februar | Erika Gangl                             | österreichische Tänzerin, Choreografin und Pädagogin                                                            | 60    |       |
| 28. Februar | Kariel Gardos                           | israelischer Karikaturist                                                                                       | 78    |       |
| 28. Februar | John N. Irwin II                        | US-amerikanischer Diplomat und Politiker                                                                        | 86    |       |
| 28. Februar | Saúl Morales                            | spanischer Radrennfahrer                                                                                        | 25    |       |
| 29. Februar | Ildefons Maria Dietz                    | deutscher katholischer Ordenspriester                                                                           | 87    |       |
| 29. Februar | Karen Hoff                              | dänische Kanutin                                                                                                | 78    |       |
| 29. Februar | Fritz Hoffmann                          | deutscher Politiker (FDP), MdL                                                                                  | 91    |       |
| 29. Februar | Albert von Kenne                        | deutscher Jurist                                                                                                | 81    |       |
| 29. Februar | Hidehiko Matsumoto                      | japanischer Jazzsaxophonist                                                                                     | 73    |       |
| 29. Februar | Hermann Meier                           | liechtensteinischer Polizeichef des Fürstlich Liechtensteinischen Sicherheitskorps                              | 89    |       |
| 29. Februar | Rolf Weber                              | Schweizer Jurist und Politiker (SP)                                                                             | 76    |       |
| Februar     | Friedrich Theuring                      | deutscher Schauspieler                                                                                          | 76    |       |

## März
| Tag       | Name                                  | Beruf, bekannt als                                                                                       | Alter | Beleg |
| --------- | ------------------------------------- | --- | ----- | ----- |
| 1. März   | Jürgen Borchert                       | deutscher Schriftsteller, Publizist und Fotograf                                                         | 58    |       |
| 1. März   | Özay Gönlüm                           | türkischer Musiker                                                                                       | 60    |       |
| 1. März   | Ignatius Harsono                      | indonesischer Bischof                                                                                    | 77    |       |
| 1. März   | Joseph Lawson Hodges                  | US-amerikanischer Statistiker                                                                            | 77    |       |
| 1. März   | Russell Mathews                       | australischer Wirtschaftswissenschaftler                                                                 | 79    |       |
| 1. März   | Gottfried Weise                       | deutscher SS-Unterscharführer, Aufseher des Konzentrationslagers Auschwitz-Birkenau                      | 78    |       |
| 2. März   | Audun Boysen                          | norwegischer Leichtathlet                                                                                | 70    |       |
| 2. März   | Furusawa Taiho                        | japanischer Haiku-Dichter                                                                                | 86    |       |
| 2. März   | Erik Bertil Holmberg                  | schwedischer Astronom                                                                                    | 91    |       |
| 2. März   | Juri Nikolajewitsch Litujew           | sowjetischer Hürdenläufer                                                                                | 74    |       |
| 2. März   | Wladimir Markarjanz                   | sowjetischer Politiker armenischer Abstammung                                                            | 66    |       |
| 2. März   | Richard Modlinger                     | deutscher Elektroingenieur                                                                               | 88    |       |
| 2. März   | Arlene Pach                           | kanadische Pianistin und Musikpädagogin                                                                  | 71    |       |
| 2. März   | Sandra Schmirler                      | kanadische Curlerin                                                                                      | 36    |       |
| 2. März   | Franz Stadler                         | deutscher ADAC-Präsident und Förderer des ersten Rettungshubschraubers                                   | 86    |       |
| 2. März   | Charles E. Wiggins                    | US-amerikanischer Jurist und Politiker                                                                   | 72    |       |
| 3. März   | Walter Baier                          | deutscher Wissenschaftsjournalist                                                                        | 70    |       |
| 3. März   | Hector Duhon                          | US-amerikanischer Fiddlespieler                                                                          | 84    |       |
| 3. März   | Otto Grünmandl                        | österreichischer Kabarettist und Schriftsteller Biografie                                                | 75    |       |
| 3. März   | Mila Kačič                            | slowenische Dichterin, Schauspielerin und klassische Sängerin                                            | 87    |       |
| 3. März   | Michael Leckebusch                    | deutscher Regisseur und Produzent                                                                        | 62    |       |
| 3. März   | Toni Ortelli                          | italienischer Alpinist, Dirigent und Komponist                                                           | 95    |       |
| 3. März   | Franz Quirchmayr-Katerl               | österreichischer Landwirt und Politiker                                                                  | 86    |       |
| 4. März   | Helmut Behrens                        | deutscher Chemiker und Hochschullehrer                                                                   | 84    |       |
| 4. März   | Hermann Brück                         | deutscher Astronom                                                                                       | 94    |       |
| 4. März   | Rózsi Delly                           | ungarische Opernsängerin (Sopran)                                                                        | 87    |       |
| 4. März   | Fritz Joseph Encke                    | deutscher Gartenbauschriftsteller und Gärtner                                                            | 95    |       |
| 4. März   | Ulf Jantzen                           | deutscher Klassischer Archäologe                                                                         | 90    |       |
| 4. März   | Jón úr Vör                            | isländischer Schriftsteller                                                                              | 83    |       |
| 4. März   | Edmond Kaiser                         | französischer Schriftsteller und Menschenrechtsaktivist                                                  | 86    |       |
| 4. März   | Heinz Papenhoff                       | deutscher Altphilologe und Gymnasiallehrer                                                               | 68    |       |
| 4. März   | Herman Petignat                       | Schweizer Botaniker                                                                                      | 76    |       |
| 4. März   | Alphons Silbermann                    | deutscher Sozialwissenschaftler und Publizist                                                            | 90    |       |
| 5. März   | Jon Barwise                           | US-amerikanischer Logiker                                                                                | 57    |       |
| 5. März   | Hermann Ebeling                       | deutscher Theaterschauspieler und Synchronsprecher                                                       | 71    |       |
| 5. März   | Lolo Ferrari                          | französische Pornodarstellerin, Moderatorin und Sängerin                                                 | 37    |       |
| 5. März   | Karl Erich Koch                       | deutscher Maler und Grafiker                                                                             | 89    |       |
| 5. März   | Roma Mitchell                         | australische Richterin und Gouverneurin von South Australia                                              | 86    |       |
| 5. März   | Rudolf Moratti                        | österreichischer Bildhauer                                                                               | 57    |       |
| 5. März   | Daniel Abraham Yanofsky               | kanadischer Schachspieler                                                                                | 74    |       |
| 6. März   | Gianni Carchia                        | italienischer Philosoph                                                                                  | 52    |       |
| 6. März   | John Colicos                          | kanadischer Schauspieler                                                                                 | 71    |       |
| 6. März   | Mirko D. Grmek                        | französisch-kroatischer Medizinhistoriker, Pionier und Begründer der Medizingeschichte                   | 76    |       |
| 6. März   | Alberto Serret                        | kubanischer Schriftsteller, Dramatiker und Drehbuchautor                                                 | 52    |       |
| 6. März   | Abraham Waligo                        | ugandischer Politiker                                                                                    | 71    |       |
| 7. März   | Pierre Dugac                          | französischer Mathematikhistoriker                                                                       | 73    |       |
| 7. März   | Charles Gray                          | britischer Schauspieler                                                                                  | 71    |       |
| 7. März   | William D. Hamilton                   | britischer Biologe                                                                                       | 63    |       |
| 7. März   | Kirsten Jessen                        | dänische Schauspielerin und Tänzerin                                                                     | 77    |       |
| 7. März   | Pee Wee King                          | US-amerikanischer Country-Sänger und Songwriter                                                          | 86    |       |
| 7. März   | Oleksandr Klymenko                    | ukrainischer Kugelstoßer                                                                                 | 29    |       |
| 7. März   | Robert Lange                          | deutscher Radrennfahrer und Radsporttrainer                                                              | 52    |       |
| 7. März   | Edward H. Levi                        | US-amerikanischer Jurist, Politiker (Republikanische Partei) und Justizminister (Attorney General)       | 88    |       |
| 7. März   | Ninomiya Hirokazu                     | japanischer Fußballspieler                                                                               | 82    |       |
| 7. März   | Ewald Wicke                           | deutscher Chemiker                                                                                       | 85    |       |
| 7. März   | Alban Wüst                            | deutscher Fußballspieler                                                                                 | 52    |       |
| 8. März   | Edwin Cubero                          | costa-ricanischer Fußballspieler                                                                         | 76    |       |
| 8. März   | Norman Foster                         | US-amerikanischer Opernsänger, Schauspieler und Filmproduzent                                            | 76    |       |
| 8. März   | René Gardi                            | Schweizer Reiseschriftsteller                                                                            | 91    |       |
| 8. März   | Wernt Grimm                           | deutscher Agraringenieur und Rosenexperte                                                                |       |       |
| 8. März   | Armin Schmid                          | Schweizer Politiker                                                                                      | 84    |       |
| 8. März   | Vilho Ylönen                          | finnischer Skisportler und Sportschütze                                                                  | 81    |       |
| 9. März   | Karl Bandion                          | österreichischer Politiker (VdU, ÖVP), Abgeordneter zum Nationalrat, Mitglied des Bundesrates            | 96    |       |
| 9. März   | Jean Coulthard                        | kanadische Komponistin und Musikpädagogin                                                                | 92    |       |
| 9. März   | Olga Eckstein                         | deutsche Kunst- und Turmspringerin                                                                       | 79    |       |
| 9. März   | Heinz Göhring                         | deutscher Soziologe und Dolmetscher                                                                      | 64    |       |
| 9. März   | Roger Perrinjaquet                    | Schweizer Erfinder                                                                                       |       |       |
| 9. März   | Ivo Robić                             | jugoslawischer bzw. kroatischer Schlagersänger                                                           | 77    |       |
| 10. März  | Jürgen Heideking                      | deutscher Historiker                                                                                     | 52    |       |
| 10. März  | Ivan Hirst                            | britischer Major und Ingenieur                                                                           | 84    |       |
| 10. März  | Walter Picard                         | deutscher Pädagoge und Politiker (CDU), MdL                                                              | 76    |       |
| 10. März  | William Porter                        | US-amerikanischer Leichtathlet                                                                           | 73    |       |
| 10. März  | John Sladek                           | US-amerikanischer Schriftsteller                                                                         | 62    |       |
| 11. März  | Kazimierz Brandys                     | polnischer Schriftsteller                                                                                | 83    |       |
| 11. März  | Antonius Hofmann                      | deutscher katholischer Bischof von Passau                                                                | 90    |       |
| 11. März  | Paul Jolles                           | Schweizer Diplomat                                                                                       | 80    |       |
| 11. März  | Edgar Charles Polomé                  | belgisch-US-amerikanischer Indogermanist, Hochschullehrer                                                | 79    |       |
| 11. März  | Alfred Schwarzmann                    | deutscher Turner                                                                                         | 87    |       |
| 11. März  | Pierre Schwinté                       | französischer Fußballschiedsrichter und -funktionär                                                      | 78    |       |
| 11. März  | Leo Weber                             | Schweizer Pädagoge sowie Hochschullehrer                                                                 | 90    |       |
| 12. März  | Cloyd Duff                            | US-amerikanischer Paukist                                                                                | 84    |       |
| 12. März  | Ignatius Kung Pin-Mei                 | chinesischer Kardinal der römisch-katholischen Kirche und Bischof von Shanghai                           | 98    |       |
| 12. März  | Gordon Anthony Pantin                 | römisch-katholischer Bischof auf den Antillen                                                            | 70    |       |
| 12. März  | Mack Robinson                         | US-amerikanischer Sprinter                                                                               | 85    |       |
| 12. März  | Martha Sandwall-Bergström             | schwedische Schriftstellerin                                                                             | 86    |       |
| 13. März  | Jean-Luis Jorge                       | dominikanischer Regisseur, Drehbuchautor, Film- und Fernsehproduzent                                     |       |       |
| 13. März  | Cab Kaye                              | britisch-ghanaischer Musiker und Diplomat                                                                | 78    |       |
| 13. März  | Wolf Littmann                         | deutscher Journalist und Publizist                                                                       | 73    |       |
| 13. März  | Carlo Tagnin                          | italienischer Fußballspieler und -trainer                                                                | 67    |       |
| 13. März  | Luise Vosgerchian                     | US-amerikanische Pianistin und Musikpädagogin                                                            | 77    |       |
| 13. März  | Malcolm Wilson                        | US-amerikanischer Politiker                                                                              | 86    |       |
| 14. März  | Holger Borgh                          | schwedischer Militärpatrouillenläufer                                                                    | 78    |       |
| 14. März  | Hans Jaax                             | deutscher Politiker (SPD), MdL                                                                           | 67    |       |
| 14. März  | C. Jérôme                             | französischer Chansonsänger                                                                              | 53    |       |
| 14. März  | Emil Ernst Ronner                     | Schweizer Lehrer, Schriftsteller und Politiker                                                           | 96    |       |
| 14. März  | Anne Wibble                           | schwedische Politikerin (Folkpartiet liberalerna), Mitglied des Riksdag und Finanzministerin             | 56    |       |
| 14. März  | Ponchai Wilkerson                     | US-amerikanischer Mörder                                                                                 | 28    |       |
| 15. März  | Idris Abdul Wakil                     | tansanischer Politiker                                                                                   | 74    |       |
| 15. März  | Walter Bleicker                       | deutscher Krankenhausleiter, Geschäftsführender Vorstand der Elisabeth-Stiftung                          | 91    |       |
| 15. März  | Egbert von Frankenberg und Proschlitz | deutscher Politik- und Militärwissenschaftler, MdV                                                       | 90    |       |
| 15. März  | Rolf Römer                            | deutscher Schauspieler und Regisseur                                                                     | 64    |       |
| 15. März  | Wally Rose                            | US-amerikanischer Schauspieler und Stuntman                                                              | 88    |       |
| 16. März  | Hertha Bothe                          | deutsche KZ-Aufseherin in verschiedenen Konzentrationslagern                                             | 79    |       |
| 16. März  | Roy Henderson                         | schottischer Sänger und Musikpädagoge                                                                    | 100   |       |
| 16. März  | Johann Kroll                          | polnischer Politiker der deutschen Minderheit in Polen                                                   | 81    |       |
| 16. März  | Kurt Lehmann                          | deutscher Bildhauer                                                                                      | 94    |       |
| 16. März  | Sarveswara Sharma Peri                | indischer Indologe, Lektor an der Universität Marburg                                                    | 73    |       |
| 16. März  | Pawel Prudnikau                       | belarussischer Dichter und Schriftsteller                                                                | 88    |       |
| 16. März  | René Renoux                           | französischer Filmarchitekt                                                                              | 95    |       |
| 16. März  | Victor Serventi                       | französischer Komponist                                                                                  | 92    |       |
| 16. März  | Michael Starr                         | kanadischer Politiker                                                                                    | 89    |       |
| 16. März  | Phil Terranova                        | US-amerikanischer Boxweltmeister im Federgewicht                                                         | 80    |       |
| 17. März  | Harry Blum                            | deutscher Politiker (CDU), 1999 der erste direkt gewählte hauptamtliche Oberbürgermeister der Stadt Köln | 55    |       |
| 17. März  | Karl Brunnacker                       | deutscher Geologe                                                                                        | 78    |       |
| 17. März  | Jack Davis                            | australischer Dramatiker und Dichter                                                                     | 83    |       |
| 17. März  | Edward F. Knipling                    | US-amerikanischer Entomologe                                                                             | 90    |       |
| 18. März  | Ferenc Berko                          | ungarisch-US-amerikanischer Fotograf                                                                     | 84    |       |
| 18. März  | Eberhard Bethge                       | deutscher evangelischer Pastor und Theologe                                                              | 90    |       |
| 18. März  | Laura Black                           | schottischer Schriftsteller                                                                              | 70    |       |
| 18. März  | Rudi von der Dovenmühle               | deutscher Komponist                                                                                      | 79    |       |
| 18. März  | Wolfgang Kolbe                        | deutscher Entomologe                                                                                     | 70    |       |
| 18. März  | Wilhelm Pohlmann                      | deutscher Politiker (SPD), MdL                                                                           | 72    |       |
| 18. März  | Jelena Šantić                         | serbische Primaballerina und Friedensaktivistin                                                          | 55    |       |
| 18. März  | Richard Steimle                       | deutscher Fußballspieler                                                                                 | 76    |       |
| 19. März  | Christopher Beeby                     | neuseeländischer Diplomat, Jurist und Mitglied des WTO Appellate Body                                    |       |       |
| 19. März  | Alison Duff                           | neuseeländische Bildhauerin, Keramikerin und Kunstpädagogin                                              | 85    |       |
| 19. März  | Egon Jönsson                          | schwedischer Fußballspieler und -trainer                                                                 | 78    |       |
| 19. März  | Helmut Loos                           | deutscher Politiker (CDU), MdL                                                                           | 76    |       |
| 19. März  | Adolf K. Placzek                      | österreichisch-US-amerikanischer Bibliothekar und Architekturhistoriker                                  | 87    |       |
| 19. März  | Desi Ruge                             | deutsche Schriftstellerin                                                                                |       |       |
| 20. März  | Aron Adlerstein                       | deutscher Vorsitzender der Israelitischen Religionsgemeinde Leipzig                                      | 86    |       |
| 20. März  | Johan Anthierens                      | belgischer Journalist und Schriftsteller                                                                 | 62    |       |
| 20. März  | Friedrich Wilhelm Bosch               | deutscher Jurist sowie Hochschullehrer                                                                   | 88    |       |
| 20. März  | Ramon Mitra junior                    | philippinischer Politiker und prodemokratischer Aktivist zu Zeiten des Diktators Ferdinand Marcos        | 72    |       |
| 20. März  | Ermet Perry                           | US-amerikanischer Jazzmusiker                                                                            |       |       |
| 20. März  | Godwin Samararatne                    | sri-lankischer buddhistischer Meditationslehrer                                                          | 67    |       |
| 20. März  | Rolf Serick                           | deutscher Jurist                                                                                         | 77    |       |
| 20. März  | Ādolfs Skulte                         | lettischer Komponist                                                                                     | 90    |       |
| 20. März  | Yamada Shinzō                         | japanischer Skisportler und Skisportfunktionär                                                           | 86    |       |
| 21. März  | Wolfgang Greß                         | deutscher Politiker (SED), Wirtschaftsfunktionär der DDR                                                 | 70    |       |
| 21. März  | Helmut Leonhardt                      | deutscher Anatom                                                                                         | 81    |       |
| 21. März  | Heinz Szkibik                         | deutscher Rechtswissenschaftler                                                                          | 79    |       |
| 21. März  | Sławomir Szwedowski                   | polnischer Ökonom                                                                                        |       |       |
| 21. März  | Heinz Zöger                           | deutscher Journalist                                                                                     | 84    |       |
| 22. März  | Johanna Blecha                        | deutsche Politikerin (SED), Oberbürgermeisterin von Schwerin                                             | 84    |       |
| 22. März  | Jiří Dvořáček                         | tschechischer Komponist, Organist und Hochschullehrer                                                    | 71    |       |
| 22. März  | Hans-Günter Hoppe                     | deutscher Politiker (FDP), MdB, MdA                                                                      | 77    |       |
| 22. März  | Resi Huber                            | deutsche Friedensaktivistin, Antifaschistin und Zeitzeugin des NS-Regimes                                | 79    |       |
| 22. März  | Mark Lombardi                         | US-amerikanischer Künstler                                                                               | 48    |       |
| 22. März  | Carlo Parola                          | italienischer Fußballspieler und -trainer                                                                | 78    |       |
| 22. März  | Vamuzo Phesao                         | indischer Politiker                                                                                      |       |       |
| 23. März  | John Andrews                          | britischer Radrennfahrer                                                                                 | 65    |       |
| 23. März  | Karl Erich Born                       | deutscher Historiker                                                                                     | 77    |       |
| 23. März  | Karıncaezmez Şevki                    | türkischer Fußballfan                                                                                    |       |       |
| 23. März  | Ed McCurdy                            | kanadischer Folksänger, Songwriter und TV-Entertainer                                                    | 81    |       |
| 23. März  | Antony Padiyara                       | indischer Geistlicher, Großerzbischof von Ernakulam und Kardinal                                         | 79    |       |
| 23. März  | Udham Singh                           | indischer Hockeyspieler                                                                                  | 71    |       |
| 23. März  | Gert Willner                          | deutscher Politiker (CDU), MdB                                                                           | 59    |       |
| 23. März  | Yamamuro Shizuka                      | japanischer Literatur- und Kulturkritiker                                                                | 93    |       |
| 24. März  | Henryk Dampc                          | polnischer Boxer                                                                                         | 64    |       |
| 24. März  | Bert Duncanson                        | kanadischer Eishockeyspieler                                                                             | 88    |       |
| 24. März  | Alex Finlayson                        | US-amerikanischer Schauspieler                                                                           | 82    |       |
| 24. März  | Al Grey                               | US-amerikanischer Posaunist                                                                              | 74    |       |
| 24. März  | Rudolf Häuser                         | österreichischer Gewerkschafter und Politiker (SPÖ), Abgeordneter zum Nationalrat                        | 91    |       |
| 24. März  | Otto Nobis                            | österreichischer Architekt                                                                               | 85    |       |
| 24. März  | Dietrich Oppenberg                    | deutscher Verleger                                                                                       | 82    |       |
| 24. März  | Alfred Sommerfeld                     | deutscher Politiker (CDU)                                                                                | 71    |       |
| 24. März  | Juan Zurita                           | mexikanischer Boxer                                                                                      | 82    |       |
| 25. März  | Morton A. Brody                       | US-amerikanischer Jurist                                                                                 | 66    |       |
| 25. März  | Jim Cash                              | US-amerikanischer Drehbuchautor                                                                          | 53    |       |
| 25. März  | Emil Feucht                           | deutscher Kaufmann und Politiker (FDP/DVP)                                                               | 89    |       |
| 25. März  | Hans Haunstein                        | deutscher Fußballspieler                                                                                 | 49    |       |
| 25. März  | Ewald Kleisinger                      | österreichischer Gerechter unter den Völkern                                                             | 87    |       |
| 25. März  | Klaus Piper                           | deutscher Verleger                                                                                       | 88    |       |
| 25. März  | Karl Schneider                        | deutscher Politiker (FDP), MdL                                                                           | 90    |       |
| 25. März  | Wilhelm Ter-Nedden                    | deutscher Verwaltungsjurist                                                                              | 95    |       |
| 25. März  | Friedrich Wilhelm                     | deutscher Politiker (CSU), Landrat, MdL und Senator                                                      | 83    |       |
| 26. März  | Alfredo Bruniera                      | italienischer Geistlicher, Kurienerzbischof der römisch-katholischen Kirche                              | 93    |       |
| 26. März  | Alex Comfort                          | britischer Arzt, Schriftsteller, Psychologe, Wissenschaftler, Pazifist und Anarchist                     | 80    |       |
| 26. März  | Fritz Reuter                          | deutscher Widerstandskämpfer und Politiker (KPD, SED), MdV                                               | 88    |       |
| 26. März  | Len Younce                            | US-amerikanischer American-Football-Spieler und -Trainer                                                 | 83    |       |
| 26. März  | Werner Zeyer                          | deutscher Politiker (CDU), MdB, MdEP, MdL                                                                | 70    |       |
| 27. März  | Ian Dury                              | englischer Musiker, Songwriter und Schauspieler                                                          | 57    |       |
| 27. März  | Ludwig Edinger                        | deutscher Berufsoffizier, Kampfkommandant und Retter der Stadt Apolda                                    | 83    |       |
| 27. März  | Bruno Hunziker                        | Schweizer Politiker (FDP) und Wirtschaftsanwalt                                                          | 70    |       |
| 27. März  | Yrjö Lehtilä                          | finnischer Leichtathlet                                                                                  | 83    |       |
| 27. März  | Gary A. Polis                         | US-amerikanischer Arachnologe und Ökologe                                                                | 53    |       |
| 27. März  | Frank Strecker                        | deutscher Schauspieler                                                                                   | 58    |       |
| 28. März  | Wouter C. Braat                       | niederländischer Archäologe                                                                              | 97    |       |
| 28. März  | Bill Christiansen                     | US-amerikanischer Politiker                                                                              | 86    |       |
| 28. März  | Peter Ehrlich                         | deutscher Innenarchitekt und kunsthandwerklicher Holzgestalter                                           | 72    |       |
| 28. März  | Anthony Powell                        | britischer Schriftsteller und Literaturkritiker                                                          | 94    |       |
| 28. März  | Pierre Souvairan                      | schweizerisch-kanadischer Pianist und Musikpädagoge                                                      | 88    |       |
| 28. März  | Adam Bruno Ulam                       | US-amerikanischer Politikwissenschafter, Neuzeithistoriker und Hochschullehrer                           | 77    |       |
| 29. März  | Willi Balles                          | deutscher Sportler                                                                                       | 91    |       |
| 29. März  | Leonard Doob                          | US-amerikanischer Psychologe und Professor                                                               | 91    |       |
| 29. März  | Otto Fink                             | deutscher Politiker (SPD), MdL Bayern                                                                    | 80    |       |
| 29. März  | Hans Gustav Güterbock                 | deutscher Hethitologe                                                                                    | 91    |       |
| 29. März  | Karl-Heinz Lauterjung                 | deutscher Kernphysiker                                                                                   | 85    |       |
| 29. März  | Günter Metken                         | deutscher Kunsthistoriker und Kunstkritiker                                                              |       |       |
| 29. März  | Alexander Pracher                     | deutscher Politiker (CDU, FDP), MdL                                                                      | 86    |       |
| 29. März  | Anna Sokolow                          | US-amerikanische Tänzerin und Choreografin                                                               | 90    |       |
| 30. April | Dschamal al-Atassi                    | syrischer Staatsmann                                                                                     | 77    |       |
| 30. März  | George Keith Batchelor                | australischer Mathematiker und Physiker                                                                  | 80    |       |
| 30. März  | Hjalmar Bergström                     | schwedischer Skilangläufer                                                                               | 93    |       |
| 30. März  | Frederic Bohnenblust                  | US-amerikanischer Mathematiker                                                                           | 94    |       |
| 30. März  | Kurt Haertel                          | deutscher Jurist und Patentanwalt                                                                        | 89    |       |
| 30. März  | Rudolf Kirchschläger                  | österreichischer Diplomat, Politiker, österreichischer Bundespräsident                                   | 85    |       |
| 30. März  | Paul Posch                            | österreichischer Politiker (SPÖ), Abgeordneter zum Nationalrat                                           | 73    |       |
| 31. März  | Pierre Chancel                        | französischer Autorennfahrer                                                                             | 79    |       |
| 31. März  | Gisèle Freund                         | deutsch-französische Fotografin und Fotohistorikerin                                                     | 91    |       |
| 31. März  | Gerhard Roselt                        | deutscher Paläobotaniker                                                                                 | 84    |       |
| 31. März  | Walter Zorn                           | deutscher Fotograf                                                                                       | 84    |       |
| März      | Ahmad Khayami                         | iranischer Unternehmer, Pionier der iranischen Automobilindustrie                                        |       |       |
| März      | Peter Zängry                          | deutscher Fußballspieler und -trainer                                                                    | 89    |       |